# La Chapelle-Saint-Sépulcre
La Chapelle-Saint-Sépulcre település Franciaországban, Loiret megyében. Lakosainak száma 223 fő (2022. január 1.). La Chapelle-Saint-Sépulcre Griselles, Amilly, Louzouer, Paucourt és La Selle-en-Hermoy községekkel határos.

## Népesség
A település népességének változása:
| Lakosok száma | 143  | 171  | 225  | 273  | 250  | 244  | 241  | 232  | 228  | 223  |
|               | 1968 | 1982 | 1990 | 2006 | 2013 | 2015 | 2017 | 2019 | 2020 | 2022 |